# Jacobus de Meerderekerk (Fijnaart)
De Jacobus de Meerderekerk is een rooms-katholieke kerk in Fijnaart die gebouwd werd in 1952 en 1953.
De kerk, ontworpen door Jacques Hurks, is in de stijl van de Bossche School gebouwd en bevindt zich aan de Molenstraat 26. Het gebouw is driebeukig en zeven traveeën diep. Er zijn twee luidklokken. 
De kerk verving een 19de-eeuwse voorganger, die in de Tweede Wereldoorlog werd verwoest (zoals de voormalige toren). Een deel van het interieur, waaronder diverse heiligenbeelden, is afkomstig uit de oude kerk.